# 廣州流花服裝批發市場
廣州流花服裝批發市場是位于中國廣東省廣州市越秀區環市西路194號的一个外贸服装批发市场，創立於1996年。場內有超1200家中國服裝批發商。

## 歷史
- 1996年1月，廣州流花服裝批發市場正式開業。[2][3]
- 2006年，流花市場擴建商鋪與展廳。
- 2020年11月13日，流花市場参与了晌午（國際）創新創業實驗基地舉辦的“國際貿易雙循環新動能研討會[4]”。坦桑尼亞等國商會代表與流花服裝商圈的企業和商戶代表，圍繞在新冠疫情的新常態下，讨论了如何快速推進外貿創新發展、深化全球合作、構建國內國際雙循環促進的新格局等話題。
- 2021年，廣州流花服裝批發市場納入市場采購貿易試點[5]，建設全國首個由專業市場自主開發運營的服飾類跨境電商平台LIUHUAMALL，並納入越秀區首批跨境電商綜合服務中心。
- 近年，廣州流花服裝批發市場先後認定為廣州首批五星級商品交易市場[6]、廣州專業市場行業數字化創新創建項目、廣州市場行業模式創新創建項目，以及越秀區高質量發展示范市場、越秀區優秀電商發展市場等。[來源請求]

## 周邊商圈
廣州流花服裝批發市場連接地鐵五號線、廣州火車站與省汽車客運站，是廣州市中心商圈交通樞紐。其周邊匯集多個服裝批發市場及多生態商業廣場，形成多業態的流花商圈。